# Terri B!

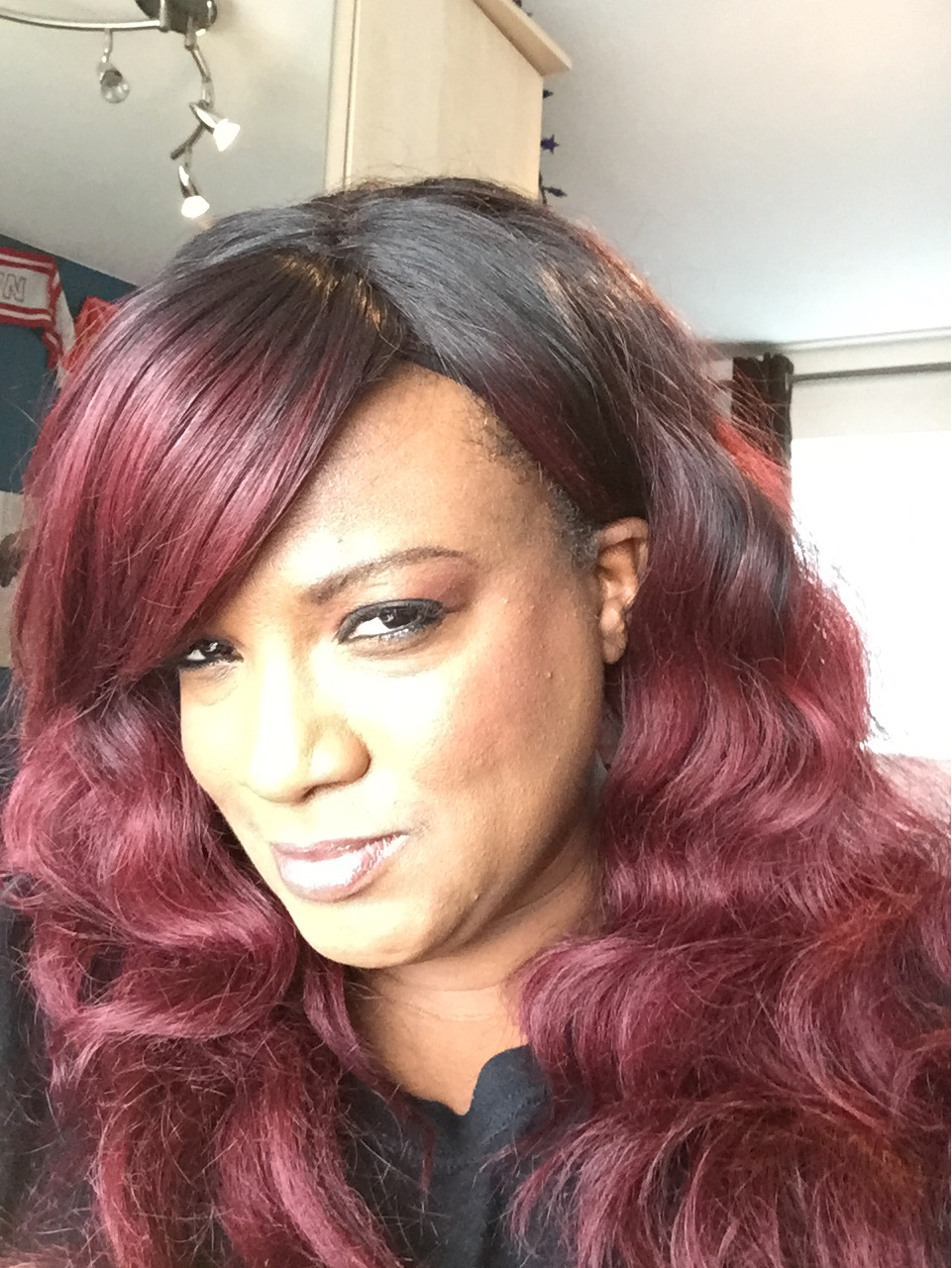
Terry B! (2015)

Terri B! (auch Terri B; bürgerlich Terri Elaine Bjerre; * in Washington, D.C.) ist eine US-amerikanische Songwriterin und Sängerin.

## Leben und Karriere
Bjerre ist bei Warner Chappel Hanseatic unter Vertrag. Sie schrieb in ihrer Karriere seit 1996 unter anderem für Lutricia McNeal, Chris Norman, Roger Sanchez und Sarah Connor. Sie war Sängerin der Gruppe 2 Eivissa und mit dem Titel Oh La La La in den europäischen Charts. Sie arbeitete unter anderem auch mit Udo Lindenberg zusammen, mit dem sie auf dessen Album Zeitmaschine den Titel Fremde in der Nacht sang. Terri ist seit 2007 Leadsängerin des The Terri Green Project. Im April 2012 nahm sie an der Talent-Gameshow The Winner is ... teil.

## Diskografie (Auswahl)
Alben
- 1998: 2 Eivissa  – Oh La La La (Club Tools)
- 2008: The Terri Green Project – A Soul Dedication

Singles & EPs
- 1997: 2 Eivissa  – Oh La La La (Club Tools)
- 1999: Avant Garde – Get Down (Vocal Bizz Recordings)
- 2004: DJ Antoine – Back & Forth (Sessions Recordings Switzerland)
- 2006: D.O.N.S. – Big Fun (Kontor Recordings)
- 2007: Terri B, Jerry Ropero, Sunlovers, Matthias Menk – Hands to the Sky (Kick Fresh Recordings)
- 2007: Henrik B feat. Terri B – Soul Heaven (Nero Recordings)
- 2008: D.O.N.S. & DBN feat. Terri B. & Kadoc – The Nighttrain (Vocal Version)
- 2008: John Dahlbäck feat Young Rebels & Diaz – Cant Slow Down (Morphine)
- 2008: Roger Sanchez vs. Terri B! – Bang that Box (Do It Yourself Entertainment)
- 2008: Erick Smax feat. Terri B – Must be the Music (Selected Works)
- 2009: Master & Servant feat. terri b! – Into The Groove (Kontor Records)
- 2012: Timofey & Terri B! – Forever Young (Area Star Records)
- 2013: David Puentez, The Whiteliner with Terri B!* – Hysteria (In Charge)
- 2014: Donna J. Nova & Terri B! – I Need You (120dB Records)
- 2016: Terri B! vs. Fabrizio Levita – Just a Little Bit (DROP Recordings)
- 2019: Julien Scalzo & Terri B! – Freedom Song (Let There Be House)
- 2020: Kuyano & Terri B! – Missing You (Future House Cloud)
- 2021: Fabian Farell – Think Twice [You Love Dance]
- 2022: Kuyano & Terri B! – Put It On Me (Kontor Records)